# 李杜 (萬曆甲戌進士)
李杜（1547年—1595年），字古哲，號雙溪，直隸廣平府永年縣人，民籍，明朝政治人物、進士出身。

## 生平
萬曆元年（1573年）癸酉科順天府鄉試第一百十五名，萬曆二年（1574年）甲戌科會試第二百六十五名，登三甲第一百三十九名進士。初授户部主事，督皇城四门与临清仓储，历员外、郎中，出官潞安府知府，万历十七年七月升陕西按察司神木兵备副使，二十三年加升陕西按察使，同年病卒。

## 家族
曾祖李玉；祖父李銳；父李應乾，號明東，冠帶生員。母賈氏；繼母尹氏。